# Форест-Ранч (Каліфорнія)
Форест-Ранч (англ. Forest Ranch) — переписна місцевість (CDP) в США, в окрузі Б'ютт штату Каліфорнія. Населення — 1304 особи (2020).

## Географія
Форест-Ранч розташований за координатами 39°53′43″ пн. ш. 121°40′14″ зх. д. / 39.89528° пн. ш. 121.67056° зх. д. (39.895179, -121.670485).  За даними Бюро перепису населення США в 2010 році переписна місцевість мала площу 36,06 км², уся площа — суходіл.

## Демографія
Згідно з переписом 2010 року, у переписній місцевості мешкали 1184 особи в 520 домогосподарствах у складі 362 родин. Густота населення становила 33 особи/км².  Було 598 помешкань (17/км²).
Расовий склад населення:
| - 94,3 % — білих - 0,7 % — чорних або афроамериканців - 0,5 % — корінних американців - 0,3 % — азіатів - 0,1 % — вихідців з тихоокеанських островів - 1,7 % — осіб інших рас |

До двох чи більше рас належало 2,4 %. Частка іспаномовних становила 4,4 % від усіх жителів.
За віковим діапазоном населення розподілялося таким чином: 17,7 % — особи молодші 18 років, 65,8 % — особи у віці 18—64 років, 16,5 % — особи у віці 65 років та старші. Медіана віку мешканця становила 50,0 року. На 100 осіб жіночої статі у переписній місцевості припадало 99,3 чоловіків;  на 100 жінок у віці від 18 років та старших — 107,2 чоловіків також старших 18 років.
За межею бідності перебувало 10,8 % осіб, у тому числі 0,0 % дітей у віці до 18 років та 5,9 % осіб у віці 65 років та старших.
Цивільне працевлаштоване населення становило 261 осіб. Основні галузі зайнятості: освіта, охорона здоров'я та соціальна допомога — 60,2 %, інформація — 8,8 %, науковці, спеціалісти, менеджери — 7,7 %, мистецтво, розваги та відпочинок — 6,9 %.